# 피에르 토르나드

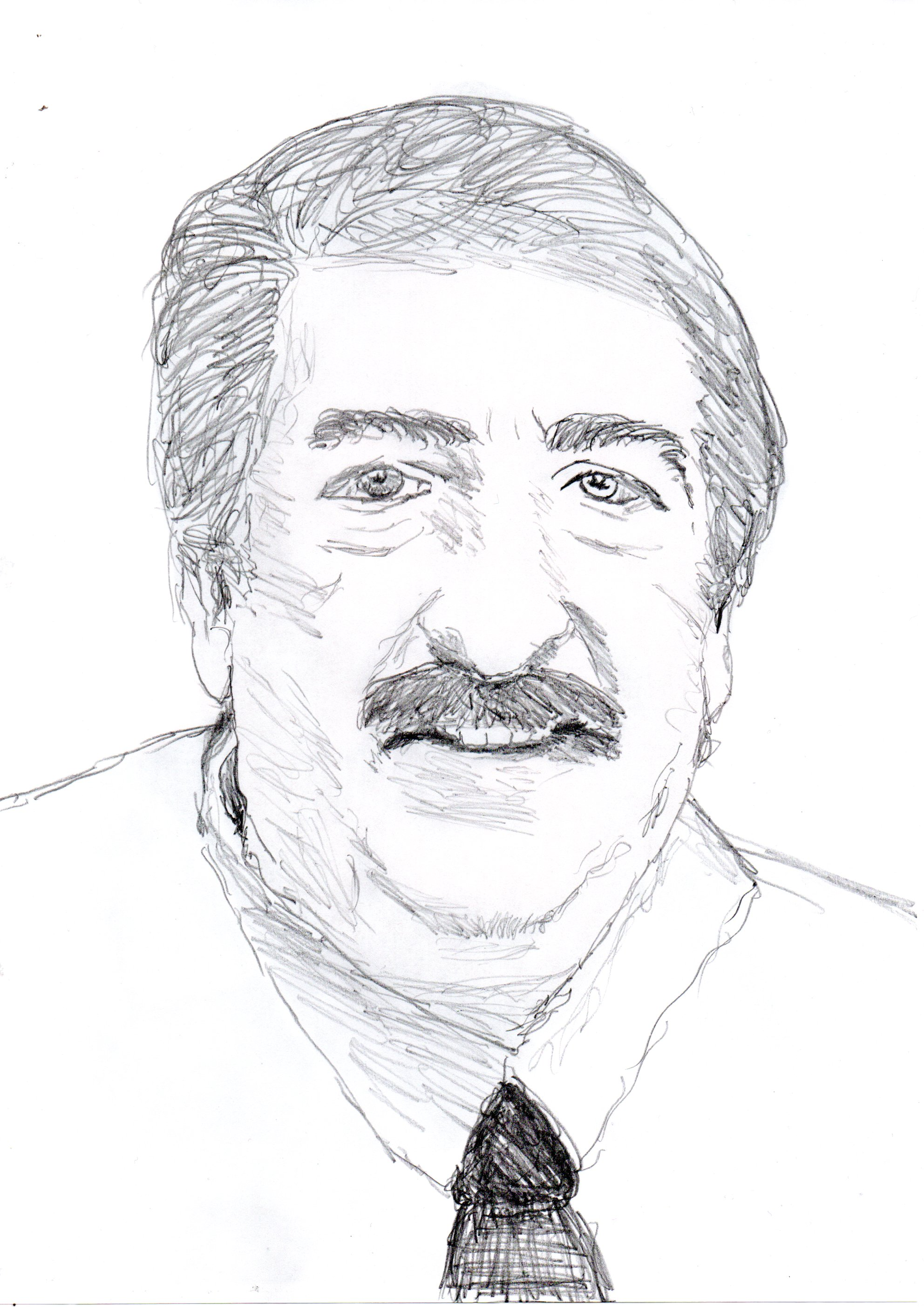

피에르 토르나드(프랑스어: Pierre Tornade, 1930년 1월 21일 ~ 2012년 3월 7일)는 프랑스의 배우이다.
본명은 피에르 투르나드르(Pierre Tournadre)이다. 랑부예에서 사망하였다.

## 영화
- 용감한 아스테릭스 (1989년)
- 크레이지 디디 (1986년)
- 사강의 요새 (1984년)
- 더 세븐스 컴퍼니 해즈 빈 파운드 (1975년)
- 형사 반장, 베르자 (1975년)
- 나우 웨어 디드 더 세븐스 컴퍼니 겟 투 (1973년)
- 더 브레인 (1969년)
- 사랑의 호텔 (1969년)
- 라피니에서 파나마로 (1968년)
- 세상에서 가장 오래된 직업 (1967, Le Plus Vieux Métier du monde)